# Eduard Hölzel

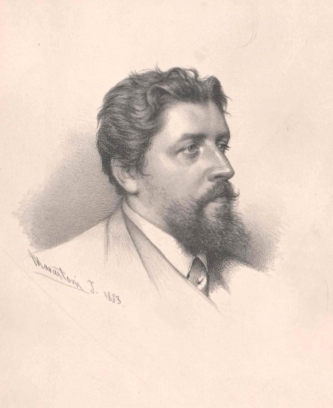
Eduard Hölzel

Eduard Hölzel (geboren 8. Oktober 1817 in Prag; gestorben 21. Dezember 1885 in Salzburg) war Buchhändler und Verleger. Er begründete den Verlag Ed. Hölzel.
Eduard Hölzel heiratete am 26. Februar 1848 die zwanzigjährige Hedwig Niemann (gestorben 1881), Tochter eines kaiserlich-königlichen Hauptmanns. Er hatte neun Kinder, von denen aber nur wenige das Kindesalter überlebten, darunter Adolf Hölzel (1853–1934), ein bedeutender Maler. Eduard Hölzels Vater, Johann Thomas, war Kaufmann und Eisenhändler in Prag, befasste sich aber lieber mit Malerei und lieferte seinem Freund Alois Senefelder Vorlagen für Lithografien.
Eduard Hölzel, der seine Ausbildung zum Buchhändler in Deutschland erhalten hatte, war ein vielseitig interessierter und gebildeter Mann, der in Olmütz, Mähren, sehr geachtet war. Er eröffnete dort am 16. Oktober 1844 am Oberring gegenüber dem Rathaus eine Buch-, Kunst- und Musikalienhandlung. Neben der Buchhandlung in Olmütz gründete Hölzel Filialen in Neu-Titschein (1849), in Mährisch Ostrau (1857), in Mährisch Schönberg (1858), in Sternberg (1862), in Ungarisch Hradisch (1863) sowie in Prerau und in Kremsier.

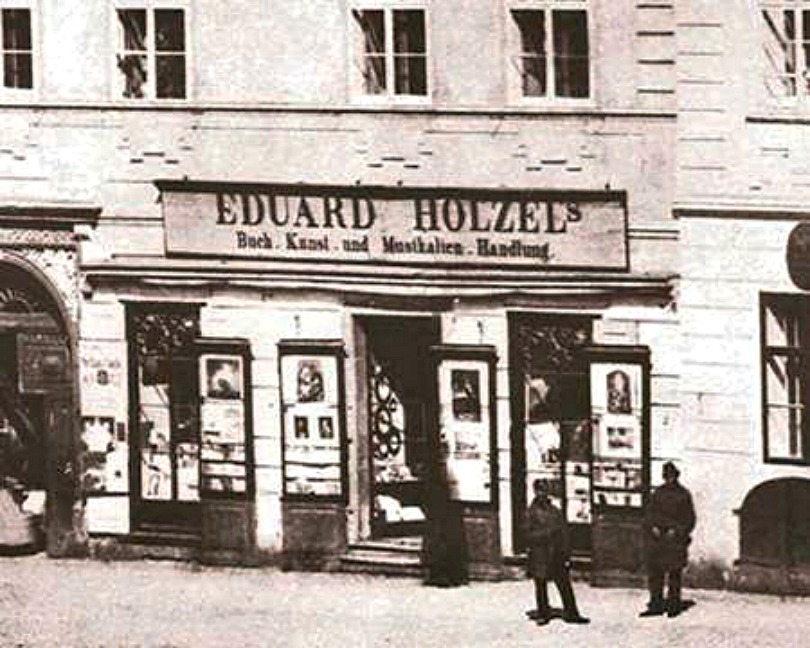
Eduard Hölzel: Buch-, Kunst- und Musikalien-Handlung, Olmütz

In Olmütz lernte er Blasius Kozenn, der seit 1858 am deutschen k.k. Staats-Obergymnasium unterrichtete, kennen. Diesen konnte Hölzel dazu gewinnen, einen in Österreich bis dahin nicht produzierten Schulatlas zu entwerfen.
Um sein Album von Böhmen und Mähren herstellen zu lassen, mit dem Hölzel dann quasi seine Verlagstätigkeit begann, wendete er sich an den in Wien ansässigen Lithografen Carl Horegschi, dessen lithografische Anstalt er 1861 erwarb. Damit begründete er sein geografisches Institut und den Verlag Ed. Hölzel. Hier erschien der Schulatlas 1861 in erster Auflage als „Geographischer Schulatlas für die Gymnasien, Real- und Handelsschulen der österreichischen Monarchie“. Er hatte 31 Kartenblätter und wurde in lithografischen Druckverfahren hergestellt. Er sollte sich in der Folge zu einem Bestseller der österreichischen Schulatlaskartografie entwickeln und erschien unter dem (Bei-)Namen Kozenn-Atlas mehr als hundert Jahre lang. Seit den siebziger Jahren des 19. Jh. trug die Firma die Bezeichnung „Eduard Hölzel, Kunstverlag, Kunstanstalt für Oelfarbendruck und Geographisches Institut“ und entwickelte sich zu einem bedeutenden Verlag im Bereich der Schulkartografie und des Schulbuchs.

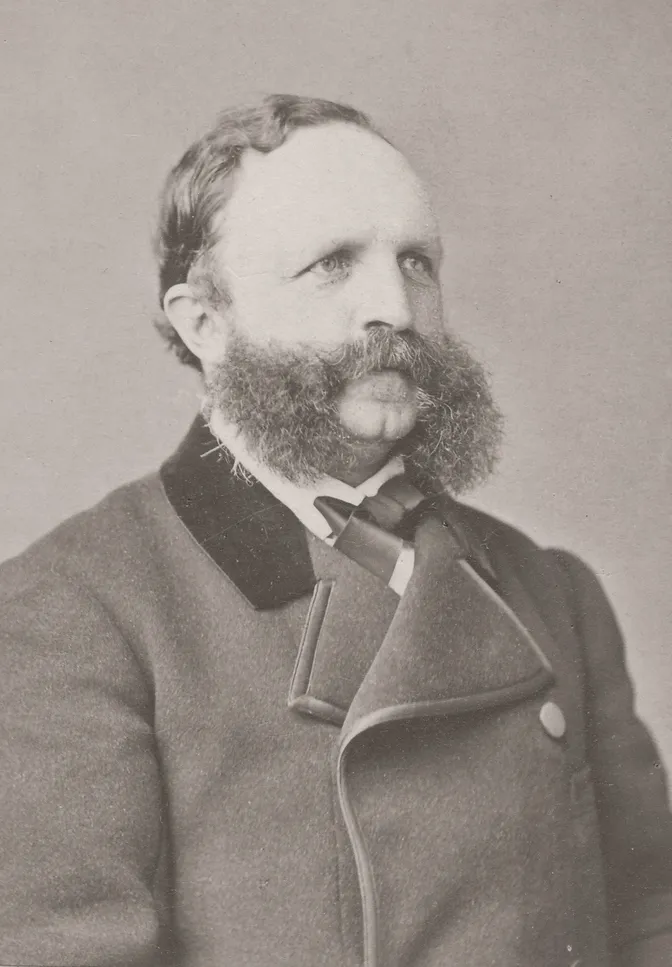
Hölzel um 1870 in Wien;
Aufnahme im Atelier Winter; Archiv Hölzel Verlag

Hölzel war Vizepräsident der Olmützer Handels- und Gewerbekammer, Vorsitzender des Vereins der österreichischen Buchhändler und später auch stellvertretender Vorstand des Wiener Buchhändlergremiums. Laut Venzmer übersiedelte die Familie Hölzel erst 1871 nach Wien (S. 12). Auf dem Briefkopf vom 28. Oktober 1876 findet man zwei Wiener Adressen: (a) Druckerei etc. IV., Louisengasse 5 – heute Mommsengasse – und (b) Niederlage: Kärntner Ring 12. 1877 erhielt der Verlag Ed. Hölzel bei der Kunst-, Industrie- und Gewerbeausstellung in Wien vom Handels- und Gewerbeverein im Bezirke Sechshaus die Goldene Medaille (Urkunde Archiv Hölzel).
Eduard Hölzel wollte, dass seine Söhne Hugo und Adolf nach ihm die Firma weiterführen. Dabei setzte er, weil Hugo oft kränkelnd war, auf Adolf große Hoffnung und schickte ihn 1868 zu einem Praktikum zu Perthes in Gotha. Weil Adolf sich jedoch dem künstlerischen Beruf zuwandte und sich auch vom Elternhaus löste (1876 ging er an die Akademie nach München), übertrug der Vater seinem Sohn Hugo und seinem Schwiegersohn Emil Kosmack 1885 die Firma.